# Shibari
Shibari (japanisch 縛り, dt. „Festbinden; Fesseln“), auch als Japan-Bondage bekannt, ist eine erotische Kunst des Fesselns, die sich in Japan aus der traditionellen militärischen/polizeilichen Fesseltechnik Hojōjutsu entwickelt hat. Die Bezeichnung Kinbaku wird häufig synonym verwendet.
Im Gegensatz zum westlichen Bondage dient die Fesselung beim Shibari nicht ausschließlich der Immobilisierung zwecks Einleitung sadomasochistischer Praktiken. Durch die Enge der Umschnürung kann das Gefühl der Geborgenheit entstehen, wie es auch beim Pucken in der Säuglingspflege zu finden ist. Eine wesentliche Rolle spielt auch der künstlerische Aspekt beim Arrangieren des gefesselten Körpers in ästhetisch ansprechende Formen und Posen.
Der aktive Part (die fesselnde Person) wird häufig Rigger, seltener Nawashi genannt, der passive Part (die gefesselte Person) wird häufig (Rope-)Bunny, bzw. neutraler Model oder Ukete genannt.

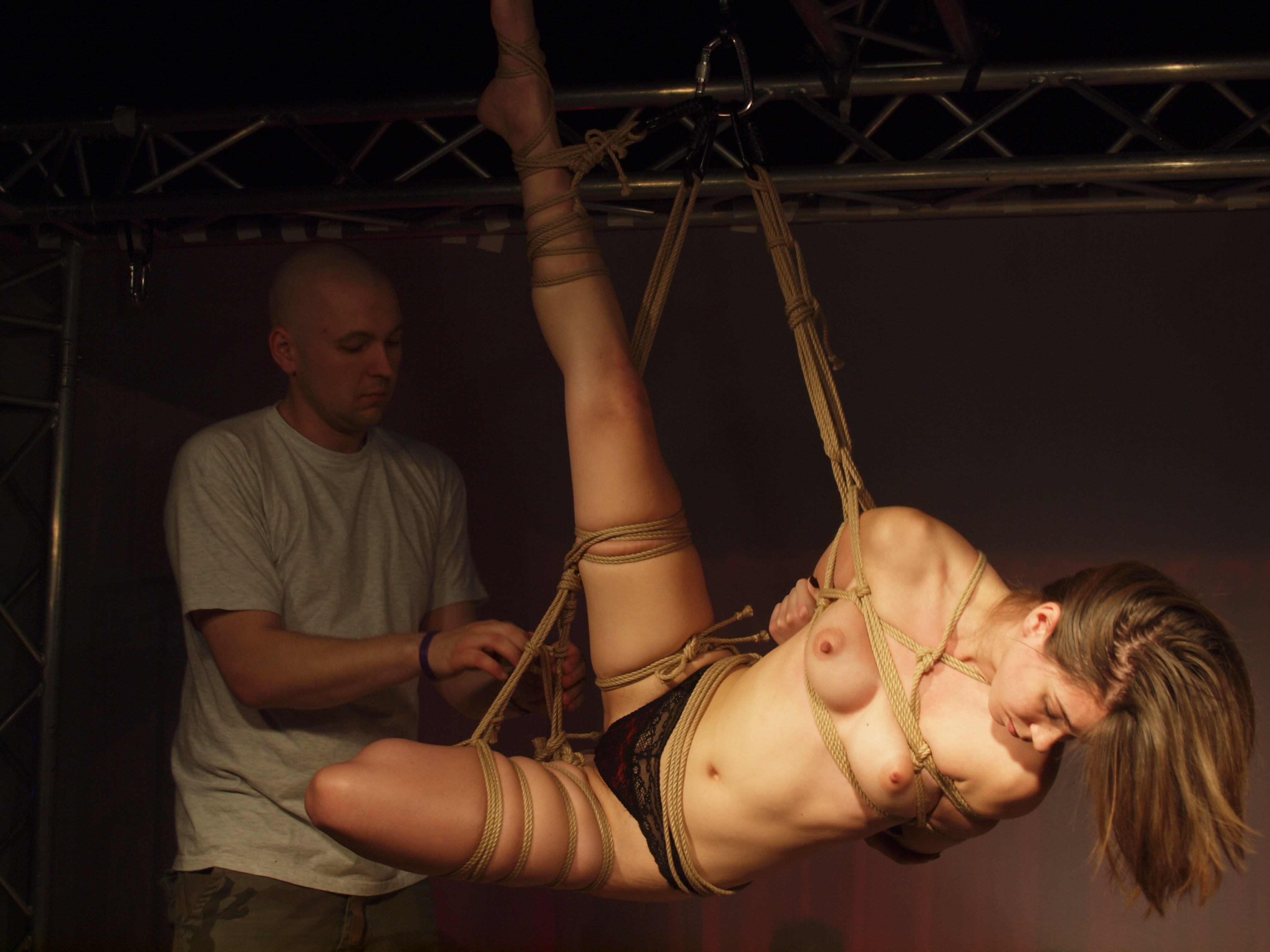
Ein Fesselpärchen präsentiert eine Hängebondage (Suspension)

## Einführung

### Überblick
Auch wenn es durch die immobilisierende Wirkung der Fesselung zu einem klaren Machtgefälle zwischen der fesselnden und der gefesselten Person kommt, findet eine Shibari-Session doch stets in gegenseitigem Einvernehmen statt. Informationen zum Konsens sind auf zahlreichen Webseiten zu finden und bilden Teil von strukturiertem Unterricht in allen seriösen Schulen. Es ist keine Gewaltausübung, sondern ein Rollenspiel mit dem Ziel, bei der gefesselten Person verschiedene Emotionen zu erzeugen, die von Geborgenheit über Leidenschaft bis hin zu einem emotionalen Rauschzustand, der durch körpereigene Opiate erzeugt wird, gehen können.

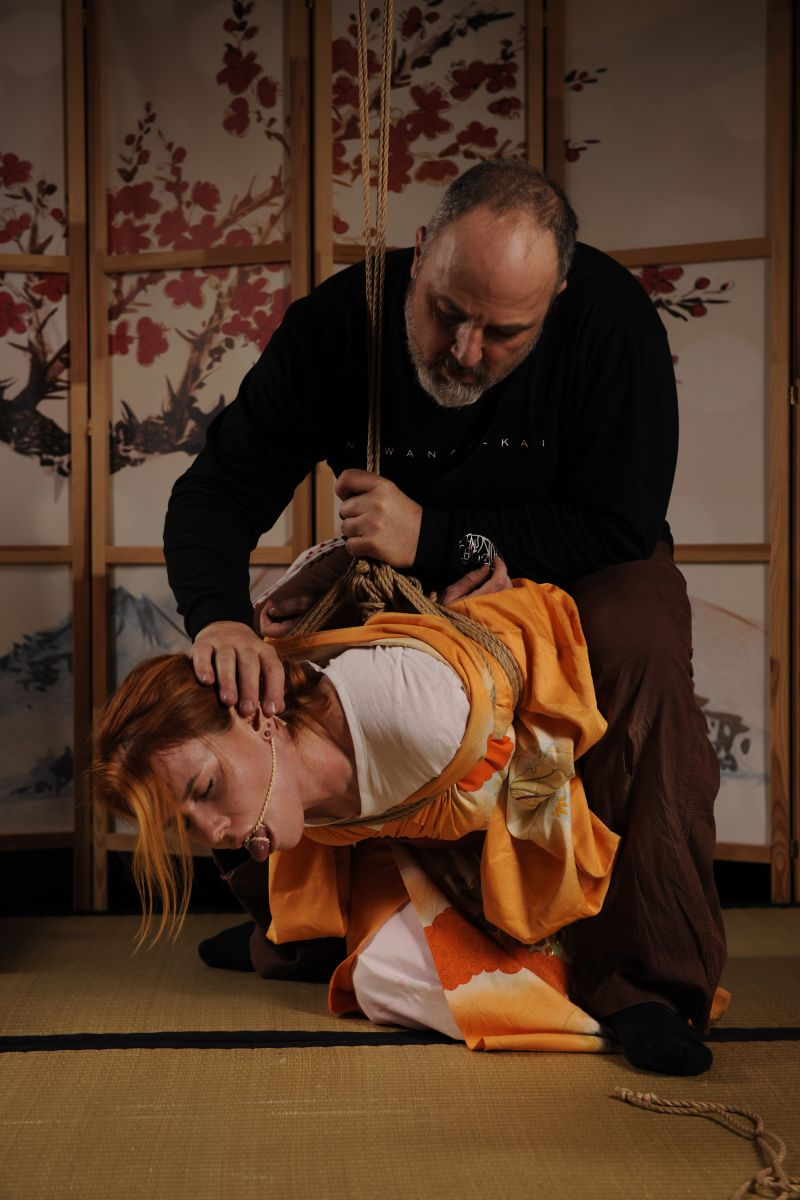

Der emotionale Gewinn der fesselnden Person kann darin liegen, sich an den Reaktionen und Gefühlsäußerungen der gefesselten Person zu ergötzen, aber auch in dem Gefühl der Macht, in dem intensiven Erleben der eigenen Wirksamkeit in der Welt. Auch die Befriedigung sexueller Lust oder ein künstlerischer oder ästhetischer Anspruch können im Vordergrund stehen. Dies ist abhängig davon, in welchem Verhältnis die beteiligten Personen zueinander stehen und in welchem Rahmen (private Session, Fotoshooting, Bühnenshow oder anderes) Shibari betrieben wird.
Gelegentlich ist die Rede davon, dass „durch das Seil kommuniziert wird“. Mit einer Analogie lässt sich das vielleicht näher erläutern: Ein Klavierspieler erzeugt mit seinem Instrument Töne, die, durch die Luft übertragen, physisch das Trommelfell des Zuhörers berühren und letztlich bei ihm Assoziationen und Gefühlsregungen auslösen können. Der Klavierspieler kann auswählen, ob er ruhige, zarte Tonfolgen wählt oder stürmische, mitreißende. Beim Zuhörer entsteht ein Zustand des gebannten Lauschens, des Absorbiert-Seins. Auch die fesselnde Person hat die Wahl, ob sie das Seil nur ganz sachte über die Haut der gefesselten Person gleiten lässt, oder stürmisch, ja sogar ruppig einschnürt (inklusive aller Nuancen dazwischen). Diese Variationen äußerer Reize rufen bei der gefesselten Person verschiedene körperliche Reaktionen und Gefühlsregungen hervor, auf welche die fesselnde Person wiederum reagiert. Eine andere Metapher ist das „Interview“ als Kommunikationsform, wie es zum Beispiel die Shibari-Lehrer Georg Barkas und Addie Thal in ihrem Buch „Archeology of Personalities: a linguistic approach to erotic rope bondage“ beschreiben.
Der Körper des Menschen unterscheidet nicht zwischen realer Bedrohung und simulierter, er schüttet die gleichen Hormone aus, um Kampf oder Flucht einzuleiten (Adrenalin) oder den vermeintlich drohenden Tod so angenehm wie möglich zu machen durch die massive Ausschüttung körpereigener Opiate (Endorphine). Dieser angestrebte, trance-ähnliche Zustand wird „Subspace“ genannt. Einzelne berichten am Folgetag von einem „Hormonkater“, einem Gefühl des traurigen Ausgelaugtseins (drop).
Neben dem Fesseln am Boden (engl. Floorwork, jap. Newaza) gibt es noch die Hängefesselung (engl. Suspension, jap. Tsuri Waza). Das Aufhängen einer gefesselten Person ist äußerst gefährlich und sollte nicht ohne Anleitung versucht werden. Der ungeschützte Fall aus einem halben Meter Höhe kann bereits lebensgefährlich sein, da die gefesselte Person ihren Fall nicht selbst abfangen kann. Schädeltrauma, Genickbruch mit Todesfolge, Querschnittslähmung sind nur einige denkbare Unglücksfälle. Daher sind ein ausgeprägtes Risikobewusstsein und entsprechende Sicherheitsvorkehrungen unabdingbar.

### Stilrichtungen
Im Shibari existieren verschiedene Stile. Weit verbreitete Ansätze sind zum Beispiel „Semenawa“ und „Aibunawa“.
„Semenawa“ wird häufig als „quälendes Seil“ übersetzt, und kann nur schwer definiert werden. Es muss dabei nicht um physischen Schmerz gehen, aber üblicherweise wird in anstrengenden Körperpositionen gefesselt, die immer wieder die (emotionalen sowie physischen) Grenzen der gefesselten Person herausfordern.
Im Aibunawa, dem „streichelndem Seil“, geht es häufig um Kontakt, emotionale Verbindung und Erotik. Als Begründer wird allgemein Yukimura Haruki anerkannt, welcher in einer Zeit, in der sich viele Fesselnde in Hängebondage übten, den Fokus auf das Bodenfesseln gelegt hat.
Einige Fesselnde verschreiben sich einem „Stil“, allerdings gibt es genauso viele, die sie Mischen oder außerhalb von bereits geebneten Stilen fesseln. Manche dieser Stile werden primär von einer Schule unterrichtet, wie zum Beispiel Aibunawa vom Yukimura-ryu. Semenawa, zum Beispiel, ist jedoch Bestandteil sowohl vom Naka Stil als auch Kanna-ryu.

### Ästhetik
Der Anblick von gedrehtem und kunstvoll verflochtenem Seil ist für viele Menschen reizvoll und findet seit Jahrtausenden Eingang in die Bildende Kunst (Seilstab, Knotenmuster) und in die Architektur (Manuelinik).
In der Verbindung von Seil auf (nackter) Haut kommt zu diesem Reiz des Materials auch noch der erotische Reiz des menschlichen Körpers hinzu.
Die Ästhetik kann sich in einer ausgefallenen Ornamentik des aufgebrachten Seils entfalten oder die fesselnde Person bringt die gefesselte Person in künstlerisch ansprechende Posen. Die fesselnde Person gestaltet das entstehende Bild, was sinnbildlich mit der Rolle eines Bildhauers oder eines Marionettenspielers beschrieben werden kann. Viele fesselnde Personen verstehen sich als (Seil-)Künstler und betreiben zudem Fotografie. Beispiele dafür wären Nobuyoshi Araki oder Hajime Kinoko. Die gefesselte Person muss auch nicht zwingend nackt sein in der Fesselung.
Auch die Kleidung wird in das Gesamtbild integriert. Verbreitet sind dabei Yukata oder, seltener, Kimono, wobei die Fesseln auf dem Stoff gelegentlich an Verhüllungskunst von Christo erinnern. Der optische Reiz wird durch den Kontrast zwischen verhüllter und bedeckter Haut verstärkt. Eine auf diese Weise künstlerisch verstandene Session kann sich durchaus auch rein platonisch gestalten.
Wenn die fesselnde Person im Verlauf der Session beschließt, der gefesselten und daher wehrlosen Person diesen zerbrechlichen Schutz des Gekleidet-Seins zu nehmen, indem der Körper teilweise entblößt wird, so kann bei der gefesselten Person im Spannungsfeld zwischen Exhibitionismus und Scham eine starke emotionale Reaktion entstehen. Diese kann, je nach Veranlagung, stark erregend sein.
Generell spielen Sichtbarkeit, Exponiertheit und ein ästhetischer, sinnlicher Gesamteindruck große Rollen im Shibari, die zunehmend ausgearbeitet wurden. Diese Entwicklung wird deutlich, wenn man die frühen Werke von Nobuyoshi Araki oder auch die zahlreichen Darstellungen in japanischen SM-Magazinen der 1940er bis 2000er Jahre (wie „Kitan Club“ (奇譚クラブ), 1947–1957 oder „Sniper“ (スナイパー), das von 1979 bis 2009 erschien) mit den Arbeiten von Shibari-Fotografen wie Sugiura Norio vergleicht.
Ähnlichkeiten zu diesem typischen japanischen Understatement bzw. der minimalistischen Reduzierung auf das Wesentliche finden sich in der japanischen Teezeremonie Sado, der japanischen Blumensteckkunst Ikebana oder dem Gestalten eines Zen-Gartens. Das allen gemeinsame, grundlegende ästhetische Konzept wird mit Wabi-Sabi (japanisch 侘寂) bezeichnet.

## Technik

### Allgemeines

#### Seil
Ein mit Vorsatz kurios klingender Merkspruch im Shibari lautet: „Das Seil hat drei Enden.“ Das erklärt sich dadurch, dass das Seil im Shibari immer doppelt genommen wird. Die in der Mitte des Seils dabei entstehende Bucht wird mit ihrer englischen Übersetzung als das „Bight“ (jap. Gashira) bezeichnet. Die übrigen Seilenden werden gegen Ausfransen verknotet mit einem einfachen Überhandknoten.
Durch die doppelte Seilführung wirkt jede Seillage wie ein Band, wodurch die auf den Körper des Models wirkende Kraft auf eine größere Fläche verteilt wird und dadurch nicht so stark einschneidet.
Es werden hauptsächlich Naturfaserseile aus Hanf oder Jute verwendet. Die Seile werden vor der ersten Anwendung häufig vorbehandelt, um sie möglichst weich und geschmeidig zu machen. Mitunter werden die verwendeten Seile auch geflämmt oder leicht mit Ölen benetzt. Eine weitere Möglichkeit, Hanf- oder Juteseile geschmeidig zu machen, ist es, diese nach dem Trocknen unter Spannung nochmals für 15 bis 20 Minuten in einen Wäschetrockner zu geben. Dieser Vorgang macht die Seile weicher, sehr hautfreundlich und geschmeidig. Bei der Verwendung von Ölen ist Vorsicht geboten, was die Dosierung betrifft. Nimmt man zu viel davon, können Reste des Öls bei erhöhter Raumtemperatur das Seil glitschig wie Schmierseife machen, so dass es nochmals ohne jegliche Beigabe von Waschmitteln oder Ähnlichem gewaschen werden muss. Allerdings lässt jede dieser Behandlungen das Seil zusätzlich altern und verringert dessen Tragfähigkeit / Bruchlast. Für eine Suspension sind solche Seile dann nicht mehr geeignet.
Baumwollseile sind angenehm weich auf der Haut, problemlos waschbar und für Bodenfesselung gut zu gebrauchen. Ihr hoher Dehnungskoeffizient macht sie allerdings für die Verwendung in Suspensions aus Sicherheitsgründen ungeeignet, egal welche Konstruktion sie haben.
| Seilart               | 5 mm    | 6 mm    | 8 mm    |
| --------------------- | ------- | ------- | ------- |
| Jute, gedreht         | --      | 2,13 kN | 3,75 kN |
| Hanf, gedreht         | 1,30 kN | 2,85 kN | 4,50 kN |
| Baumwolle, geflochten | 1,00 kN | 1,50 kN | 2,80 kN |

Die Verwendung von Kunststoffseilen wird überaus kontrovers diskutiert. Hartnäckig hält sich die Behauptung, Kunststoffseile (glatt, geringe Haftreibung) würden beim schnellen Ziehen über die Haut im Vergleich zu Naturfaserseilen (rau, hohe Haftreibung) eher zu Seilbrand (Abschürfung mit Verbrennung, schlecht heilende Verletzung) führen.
Möglicherweise wird hier der Begriff der Schmelzverbrennung falsch interpretiert. Dieser bezeichnet die Schädigung des Kunststoffseiles durch sich selbst, wenn das Material durch Reibung aufschmilzt und dadurch eine einzelne Seilstelle durchtrennt wird. Diese Eigenschaft von Kunststoffseilen macht sie daher für Suspensions ungeeignet, bei denen durch das Bight geliftet wird.
Spezielle Seile mit im Schwarzlicht fluoreszierenden Farben sind für künstlerische Effekte sehr reizvoll.
Unbehandelte Naturfaserseile aus Hanf oder Jute haben eine hohe Oberflächenreibung, was von Vorteil ist, weil im Shibari häufig sogenannte „friction knots“(Reibungsknoten) zum Einsatz kommen, die ihre Stabilität aus der Reibung des Seils auf sich selbst bezieht.

#### Knoten
Im Shibari werden keine übermäßig komplexen Knoten verwendet. Die Ansichten darüber, ab wann ein Knoten wirklich ein Knoten und nicht nur eine Seilverschlingung ist, die nur unter Zug hält, gehen etwas auseinander. Das mag auch an den unterschiedlichen Sprachgewohnheiten liegen, das japanische Wort für „Knoten“ (結び - Musubi) kann auch lediglich „Verknüpfung“ bedeuten.
Typischerweise startet eine Fesselung an einem Startpunkt (Honmusubi 本結び, deutsch etwa: Basisknoten), häufig ein „Single column tie“. Davon ausgehend wird das Seil „in Fesselrichtung“ um den Körper geführt, bis es zu Ende ist. Dann wird es entweder verlängert durch Anknüpfen eines weiteren Seiles oder abschließend verknotet. Dabei bildet das Bight den Anfang des Seiles und somit deuten die verknoteten Enden des Seiles „in Fesselrichtung“.
| Bild | jap. Name                             | alternativer Name                               | Bemerkung, Funktion, Verwendung |
| ---- | ------------------------------------- | ----------------------------------------------- | --- |
|      | Nonojitome, Machart: Nodome* (の留め) | Halbmastwurf, engl. Munter Hitch                | einfacher Reibungsknoten (engl. friction knot), zieht sich fest durch den Zug, der nach diesem Knoten in Fesselrichtung folgt. |
|      | Nonojitome, Machart: Wadome* (輪留め) | Halbmastwurf, engl. Munter Hitch, Kanna Hitch   | einfacher Reibungsknoten (engl. friction knot), zieht sich fest durch den Zug, der vor dem Knoten, entgegen der Fesselrichtung anliegt.                                                                                           |
|      | Hito Musubi (ひと結び)                | Halber Schlag*, engl. Half Hitch                | Teilknoten |
|      | Hibari Musubi (ひばり結び)            | Lerchenkopf, engl. Lark's Head*                 | Seil verlängern, anknüpfen an Querseil |
|      | ---                                   | Single column tie* (deutsch: Ein-Säulen-fessel) | eine sich nicht zuziehende Schlinge, die verwendet wird, um säulenförmige Objekte zu umfassen (Arme, Beine, Hüfte, Bambusrohr, etc.)                                                                                              |
|      | ---                                   | Inline Single column tie, Hojo Schelle*         | Eine einfache Schlinge, die „unterwegs“ in das Seil eingebaut werden kann, um säulenförmige Objekte zu umfassen. Sie hält nur, wenn Zug in Fesselrichtung besteht. Bei Bedarf empfiehlt sich, mit einem halben Schlag zu sichern. |
|      | ---                                   | Kettenstek, engl. Daisy chain*                  | Eine Knotenkette, bestehend aus ineinander gesteckten Schlaufen. Dient zur Seilverkürzung, kann aber auch als besonders breites Schrittseil verwendet werden.                                                                     |
|      | ---                                   | Fingerschellen                                  | Die Finger werden hindurchgesteckt und die Schlaufen gegen das Querseil festgezogen. |

Die mit *Sternchen gekennzeichneten Namen zeigen die gebräuchlichste Verwendung an.

### Suspension
Wer einen anderen Menschen gefesselt in Seilen aufhängen will, übernimmt eine enorme Verantwortung für dessen Sicherheit. Ein ausgebrochener Deckenhaken, ein gerissenes Seil und die erotische Session verwandelt sich in einen Alptraum mit Todesfolge oder bleibenden Verletzungen. Daher führt kein Weg daran vorbei, sich mit Technik und Sicherheit zu befassen.

#### Konstruktion des Hängepunktes
Für eine sichere Suspension braucht es in erster Linie einen sicheren Hängepunkt.
Da noch keine „Norm für das erotische Fesseln und sichere Aufhängen von Personen“ vorhanden ist, muss man sich behelfsmäßig an vorhandenen Richtlinien orientieren. Am naheliegendsten wäre da wohl die Norm EN 795 Anschlagpunkt zu nennen, welche die Arbeitssicherheit von absturzgefährdeten Berufsgruppen regelt. Sie wird auch bei der Montage von Hängesesseln zu Rate gezogen.
Darin findet sich die Empfehlung für eine Tragkraft von mindestens 6 kN (aus DIN EN 4426) oder besser 10 kN (nach EN 795 Anschlagpunkt)

Eine ebenfalls nahe verwandte Tätigkeit ist noch der Klettersport. Auch dort geht es um das Hochziehen und Herablassen von Personen mittels Seilen, und es kann auf jahrelange Erfahrungen und genormte, geprüfte, technisch gut entwickelte Ausrüstung zurückgegriffen werden. Deshalb bietet sich beispielsweise die Verwendung von Bandschlingen und Karabinern, die für den Klettersport zugelassen sind, förmlich an.
Kletterer benutzen nur Karabiner, die mindestens der Norm DIN EN 12275 genügen. Diese definiert Mindestbruchlastwerte und Prüfverfahren für Ausrüstung im Klettersport. Demnach müssen Karabiner geschlossen in Längsrichtung mindestens 20 kN halten.
Wenn man beginnt, sich mit Tragfähigkeiten zu befassen, stößt man unweigerlich auf die Krafteinheit Newton [N]. Als grobe Faustregel für eine nach unten ziehende Kraft kann man sich merken: 10 N ≈ 1 kg (bzw. 10 kN ≈ 1000 kg = 1 t).

##### Holzbalkenkonstruktion

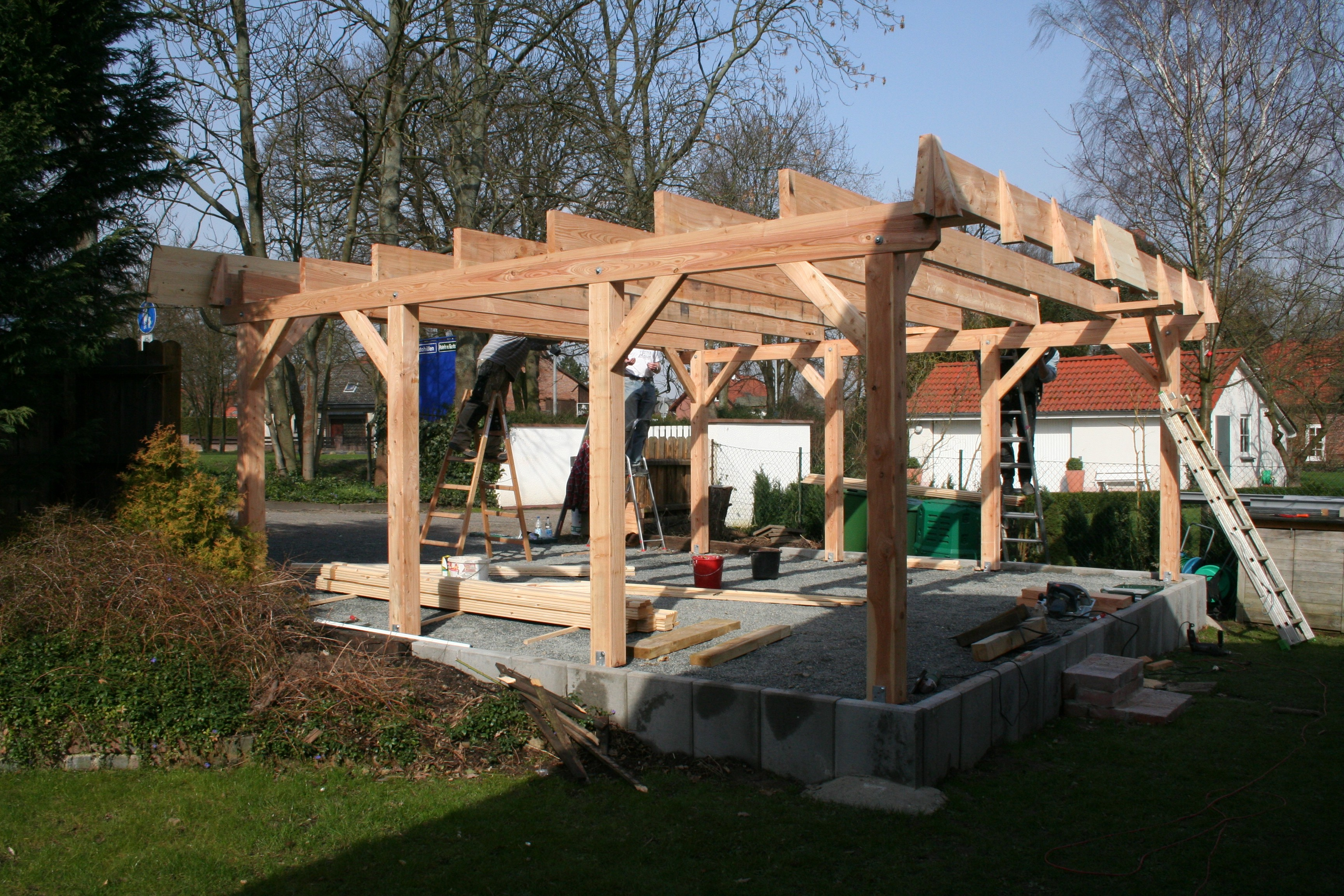
Holzbalkenkonstruktion für ein Carport als Inspiration

Die wahrscheinlich einfachste und sicherste Möglichkeit, einen stabilen Hängepunkt herzustellen ist eine Holzbalkenkonstruktion aus Konstruktionsvollholz (KVH). Aufgrund der Ähnlichkeit zur Konstruktion eines Carports, kann hier auf viele gute Anleitungsvideos zurückgegriffen werden. Auch die relativ einfache Statik kann kostenlos Online berechnet werden.
Prinzipiell muss der tragende Querbalken irgendwo fixiert aufliegen, das kann ein Mauervorsprung, zwei an die Wand geschraubte Pfosten aus KVH, oder an die Wand geschraubte Balkenschuhe sein.
Balkenschuhe werden auf Holz traditionell genagelt mit zum Kopf hin dicker werdenden Nägeln, um eine formschlüssige Verbindung herzustellen. Das heißt, dass alle Nägel das Loch im Balkenschuh komplett ausfüllen und somit ihren Beitrag zur Tragfähigkeit leisten. Senkkopfschrauben sind in der Regel ungeeignet die auftretenden Scherspannungen aufzunehmen, es gibt Spezialschrauben mit verdicktem Kopf oder spezieller Legierung, die zur Verschraubung von Balkenschuhen zulässig sind.

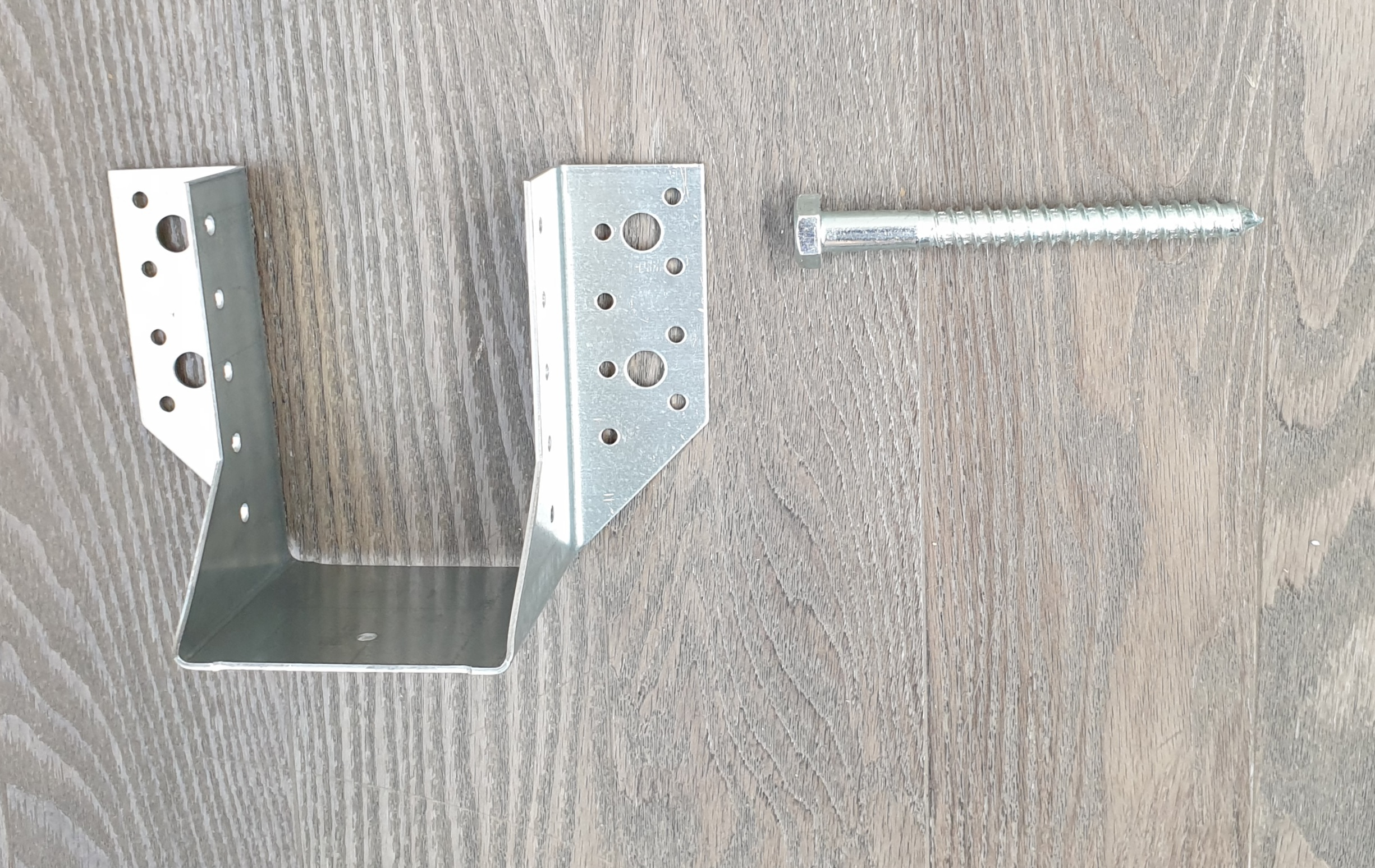
Ein Balkenschuh mit einer Schraube für den Wandanschluss. Ihr gewindefreier, verdickter Schaft presst sich formschlüssig in das vorgesehene Loch des Balkenschuhs.

Auch gibt es Balkenschuhe, die für den Anschluss an Stein oder Beton vorgesehen sind und größere Löcher für starke Schrauben aufweisen.
Günstiges KVH-Nsi weist öfter Spuren von Bläue auf, was unschön, aber kein Mangel bezüglich Tragfähigkeit ist.
Etwas teurer aber dafür stabiler sind Balken aus Brettschichtholz.
Es sollte vermieden werden, den Balken für eine Hakenkonstruktion zu durchbohren, da die tragenden Fasern dann an dieser Stelle auf ganzer Höhe durchtrennt werden und der Balken effektiv an Querschnitt einbüßt, somit seine Tragfähigkeit reduziert wird.
Eine Bandschlinge, welche den gesamten Balken umfasst in Verbindung mit einem Karabiner ist ein guter Hängepunkt.

##### Bambusrohr
Bambus besteht wie Holz aus Lignin und Zellulose, mit der Besonderheit der Verkieselung der Zellen, was ihn stabiler aber auch schwerer zu bearbeiten macht. Die RWTH Aachen empfiehlt daher die Verwendung von Metallsägeblättern und -bohrern. Die Tragfähigkeit von Bambus ist höher als bei Holz gleichen Querschnitts, doch ist eine verlässliche Angabe oder Berechnung schwierig aufgrund der Vielzahl von Bambussorten und Wachstumsbedingungen dieses Naturprodukts. Diese Unsicherheit wird wieder ausgeglichen durch das gutmütige Bruchverhalten von Bambus. Er reißt zunächst längs auf, wobei die Knoten die weitere Ausbreitung behindern.
Dünnere Rohre haben im Verhältnis zu ihrem Querschnitt eine höhere Druckfestigkeit gegenüber dickeren Rohren. Dass verhältnismäßig dünnere Rohre bessere Materialeigenschaften aufweisen, hängt im Wesentlichen damit zusammen, dass bei dickeren Rohren der Anteil der zugfesteren Außenhaut geringer ist.
In der Fesselpraxis hat sich ein Durchmesser von 8 bis 12 cm als Hängepunkt bewährt. Ein gerissener Bambus sollte nicht mehr verwendet werden.

##### Traversen

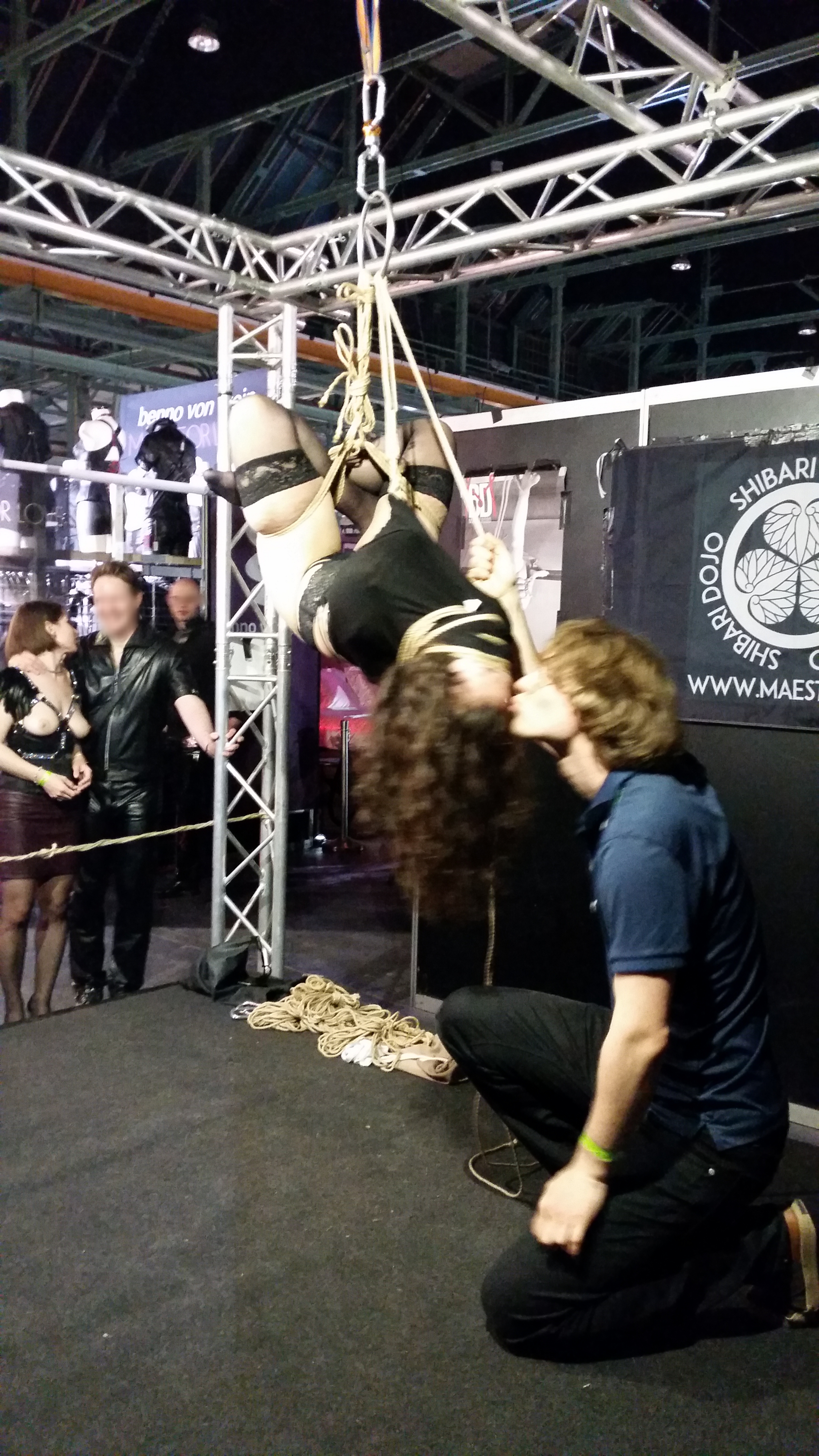
Tragekonstruktion aus 3-Punkt-Traversen auf der BoundCon. An der Traverse bildet von oben nach unten die Kette aus Bandschlinge, Karabiner, Wirbel, Karabiner, Bondagering den Hängepunkt.

Die aus der Bühnentechnik bekannten Traversen können, bei fachgerechtem Aufbau, einen stabilen Hängepunkt abgeben. Eine Bandschlinge, welche die gesamte Traverse umfasst in Verbindung mit einem Karabiner ist ein guter Hängepunkt.
Eine Aufhängung an einer der dünnen Versteifungsstreben ist unzulässig, da die Strebe brechen kann.
| Typ              | leicht F3X | mittel F4X | stark F5X |
| ---------------- | ---------- | ---------- | --------- |
| 3-Punkt-Traverse | 4,38 kN    | 6,04 kN    | 14,03 kN  |
| 4-Punkt-Traverse | 9,22 kN    | 12,32 kN   | 26,41 kN  |

##### Haken in Betondecke
Besonders wenn das Versagen einer Bauteilverbindung zu einer Gefahr für Leben oder Gesundheit von Menschen führen kann, sollten grundsätzlich Dübel gemäß Zulassung bemessen und befestigt werden.
Viele der im Handel befindlichen Kunststoffdübel sind bauaufsichtlich nicht zugelassen und dürfen somit nicht für sicherheitsrelevante Befestigungen benutzt werden.
Einschraubhaken mit Kunststoffdübeln in einer Betondecke sind somit die kritischste und unsicherste Methode, einen Hängepunkt herzustellen. Besser ist es, einen Verbundanker fachgerecht setzen zu lassen.

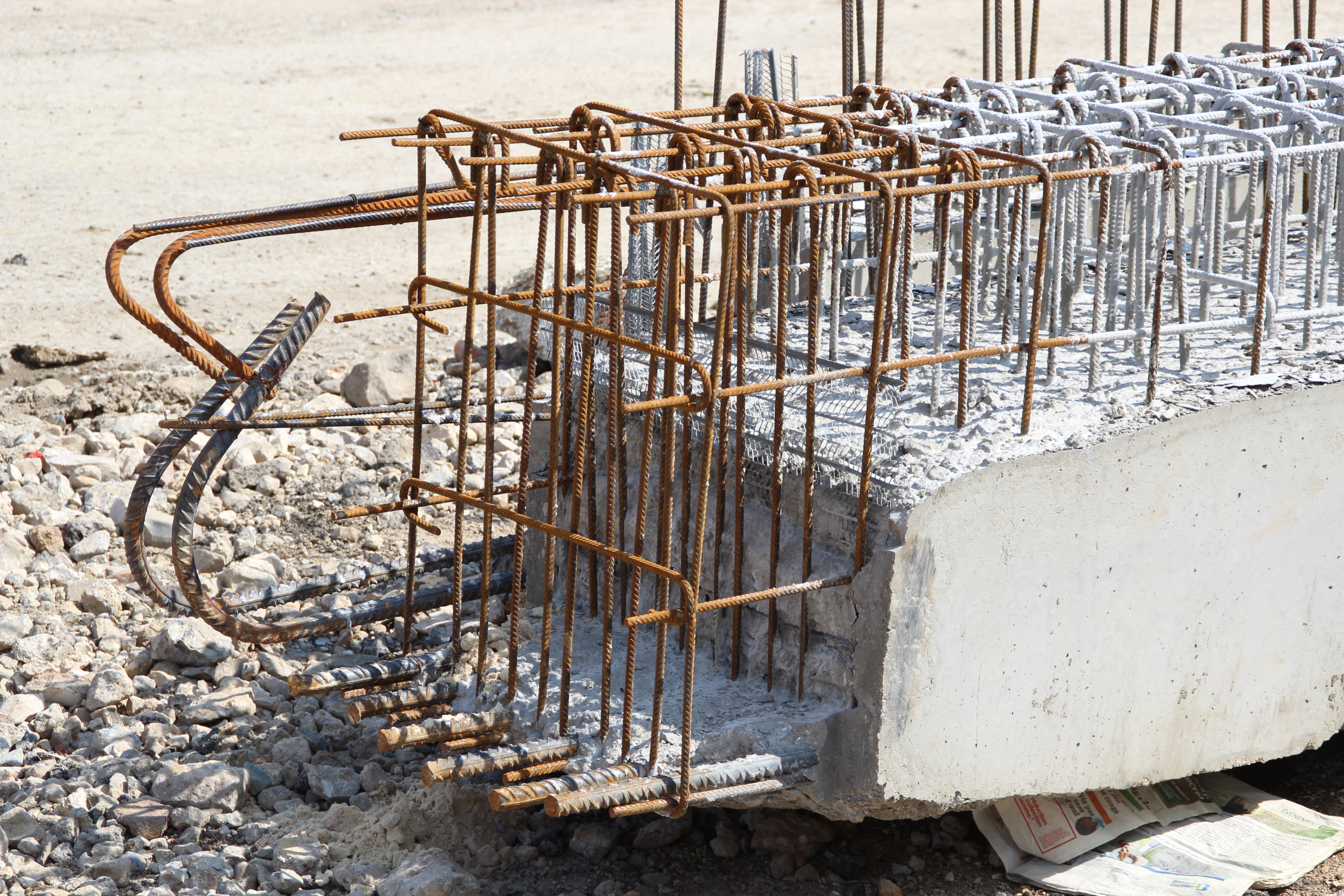
Bewehrungsstahl in Beton

Im modernen Wohnungsbau wir zumeist Stahlbeton eingesetzt. Beton hat für sich allein eine hohe Druckfestigkeit. Die Zugfestigkeit hingegen ist mit ca. 10 Prozent der Druckfestigkeit sehr gering. Deswegen wird Beton mit eingelegten Stäben oder Matten aus Betonrippenstahl bewehrt. Diese Stahl-Bewehrung als Verbund von Stahl und Beton übernimmt die Zuglast.
Die Aktivierung der Bewehrung findet erst bei den (geringen) Dehnungen statt, bei denen die Zugfestigkeit des Betons überschritten wird. Dies führt zu winzigen, zahlreichen kaum oder nicht sichtbaren Rissen – man spricht von gerissenem Beton. Die auftretenden Zugkräfte werden dann von der Stahl-Bewehrung aufgenommen.
Bei Beton als Verankerungsgrund ist grundsätzlich von gerissenem Beton auszugehen. Die Risse entstehen durch:
- Belastungen durch das Eigengewicht des Bauteils oder Bauwerks
- Verkehrslasten (durch Benutzung) oder Windlasten
- Einflüsse von Temperatur und Witterung

Im gerissenen Beton dürfen nur Dübelsysteme eingesetzt werden, die risstauglich, das heißt für gerissenen Beton geeignet sind. Diese müssen im Riss nachspreizen können um weiterhin Lasten sicher zu verankern, auch wenn ein Riss entsteht, oder dieser etwas größer wird.
Nicht zugelassene Dübel können somit unter Last einfach aus dem Bohrloch herausrutschen oder, aufgrund der Spreizwirkung, mitsamt einem Betonstück ausbrechen.
Verbundanker hingegen werden chemisch eingeklebt mit 2-Komponenten-Mörtel. Sie sind dann wie einbetoniert und halten, ohne eine Spreizwirkung zu entfalten. Es gibt inzwischen recht einfach anzuwendende Systeme, bei denen eine Glaskartusche beim Eindrehen des Ankers im Bohrloch zermahlen wird und dabei den 2-Komponenten-Mörtel freisetzt.
Auf die dergestalt eingeklebte Gewindestange kann nun eine passende Ringmutter mit ausreichend Tragkraft, wie sie im Handel für Hebetechnik erhältlich sind, geschraubt und gegen lose drehen gesichert werden. Zur Sicherung können Zahnscheiben oder Schraubensicherungskleber (Loctite) verwendet werden.
Um unbeabsichtigt eingebrachte Drehbewegungen nahezu vollständig zu entkoppeln, ist das Einbinden eines Wirbels (engl. Swivel) mit Kugellager sinnvoll.

##### Mobile Konstruktionen

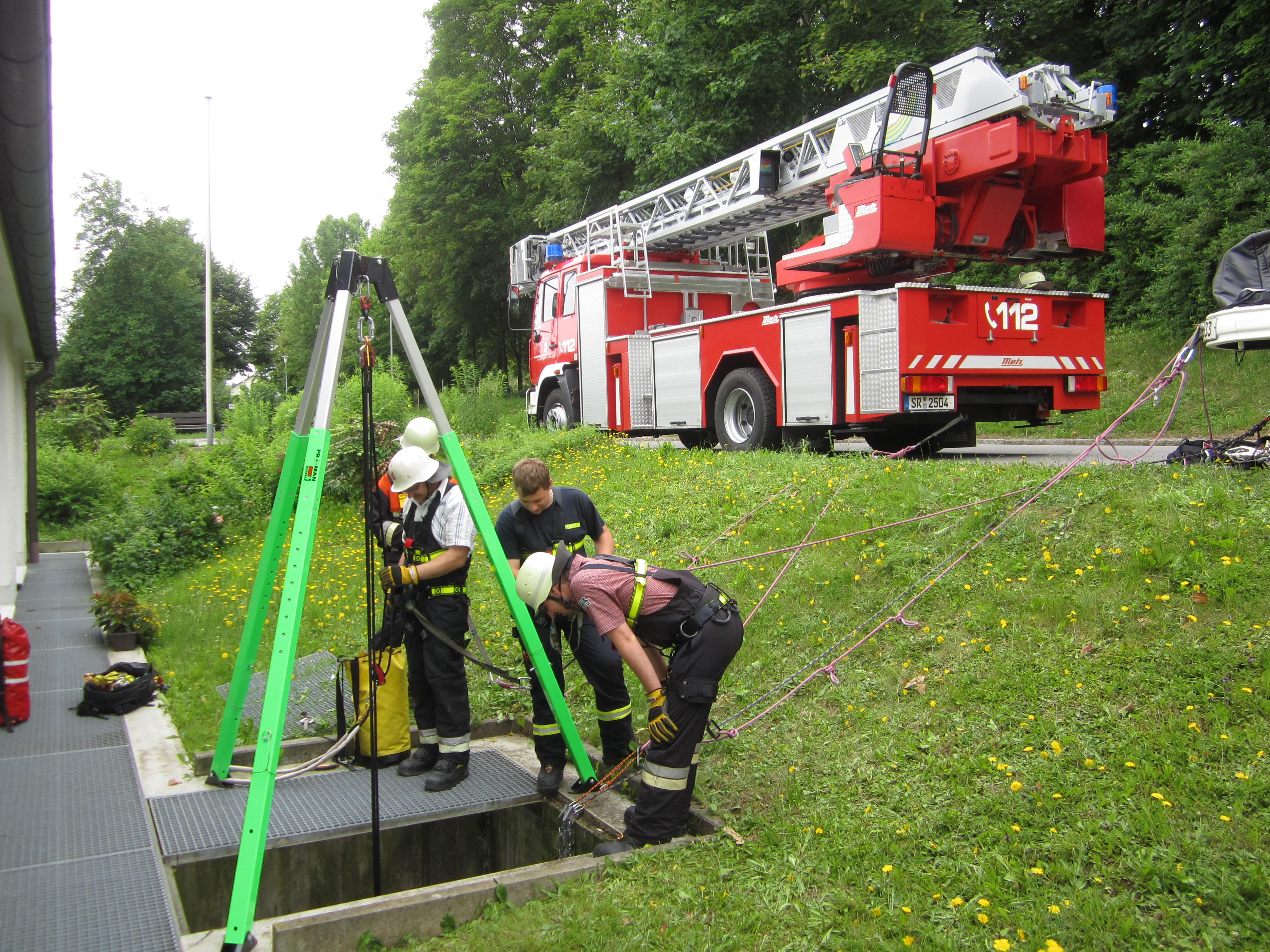
Professionelles Dreibein

Die am Häufigsten speziell für Bondage angebotene mobile Konstruktion ist das Dreibein (engl. Tripod).
Diese weisen meist eine relativ geringe Tragfähigkeit von 1,5 bis 2 kN auf, wenn überhaupt Angaben gemacht werden. Häufig schweigen sich die Inverkehrbringer solcher Konstruktionen über die technischen Spezifikationen aus und argumentieren lieber mit Autoritätsargumenten, dass dieser und jener berühmte Rigger das Gestell mal verwendet haben soll.
Oft sind auch die Beine nicht gegen Auseinandergrätschen gesichert, so dass man das unbedingt ergänzen sollte, z. B. mit einem Spanngurt, der alle Standfüße verbindet.
Professionellere Konstruktionen werden als Dreibock-Kran oder Dreibaum bezeichnet und sind sogar gemäß EN 795 entwickelt. Diese zumeist für das Ablassen bei Kanalarbeiten vorgesehenen Krane sind in Varianten bis 10 kN und 3,40 m Höhe erhältlich.
Neben Schaukelgestellen werden auch manchmal sogenannte Fitness- bzw. Powerracks verwendet, die teilweise belastbar sind bis 10 kN.

##### Zubehör

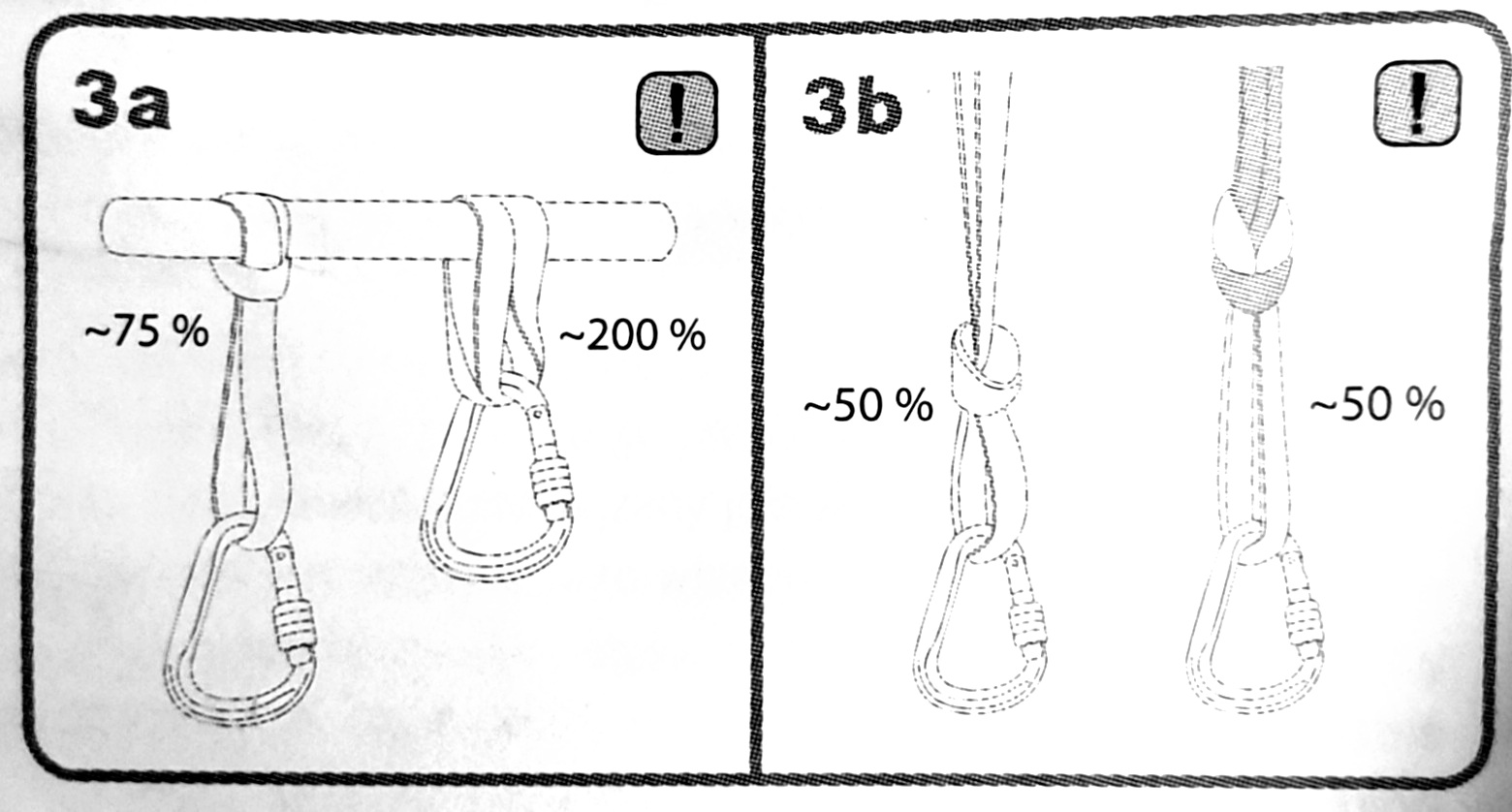
Änderung der Bruchlast einer Bandschlinge je nach Verwendung

- Bandschlingen: Bandschlingen aus dem Klettersport mit einer minimalen Bruchlast von 20 kN eignen sich gut, um an stabilen Querträgern einen sicheren Hängepunkt aufzubauen. Sie sollten mit einem Karabiner verbunden und nicht geknotet werden, weil sonst durch asymmetrische Belastung die Bruchlast reduziert wird.
- Karabiner: Es sollten ausschließlich für den Klettersport zugelassene Karabiner mit einer minimalen Bruchlast von 20 kN verwendet werden.
- Wirbel (engl. Swivel): Sie dienen zum Entkoppeln von Drehbewegungen und sind ebenfalls im Fachhandel für Klettersport mit einer minimalen Bruchlast von 20 kN erhältlich.
- Ringe:  Es gibt Ringe aus Edelstahl (einfacher Ring, Triskele-Ring, Revolver-Ring) und aus Holz. Einige Holzringe haben zur Stabilisierung einen Kern aus Metall eingearbeitet. Professionelle Turnringe aus Holz sind bis 7 kN belastbar.[27] Holzringe werden beim Durchziehen der Seile aufgrund der Reibung schnell heiß und bei intensiver Benutzung kann das Seil Riefen in den Holzring reiben, was sowohl Ring als auch Seil unbrauchbar macht.

#### Belastungen im Seil
Um eine Person in Seilen aufzuhängen, werden in der Regel mehrere Seilzüge (engl. Suspension line, jap. Tsuri) verwendet. Der Seilzug, welcher das Hauptgewicht trägt wird häufig mit engl. main line bezeichnet.

Die mehrfachen Seilwindungen einer Suspension fungieren als Flaschenzug

Die mehrfachen Seilwindungen einer Suspension line stellen in ihrem Wirkprinzip einen rudimentären Flaschenzug ohne Rollen dar. Je mehr Seilwindungen dabei zwischen oberem Umlenkpunkt und unterem Umlenkpunkt gewickelt werden, umso leichter lässt sich die Person anheben (engl. lift), abgesehen von der zunehmenden Seilreibung.
Man möge sich verdeutlichen, dass auf den Hängepunkt in jedem Fall eine größere Zugkraft wirkt, als es die einfache Gewichtskraft der angehängten Person vermuten lassen würde (siehe Bild, FH). Am ausgeprägtesten ist dieser Effekt beim Hochziehen über lediglich einen oberen Umlenkpunkt (1:1). In diesem Fall wirkt auf den Hängepunkt sogar die doppelte Gewichtskraft.

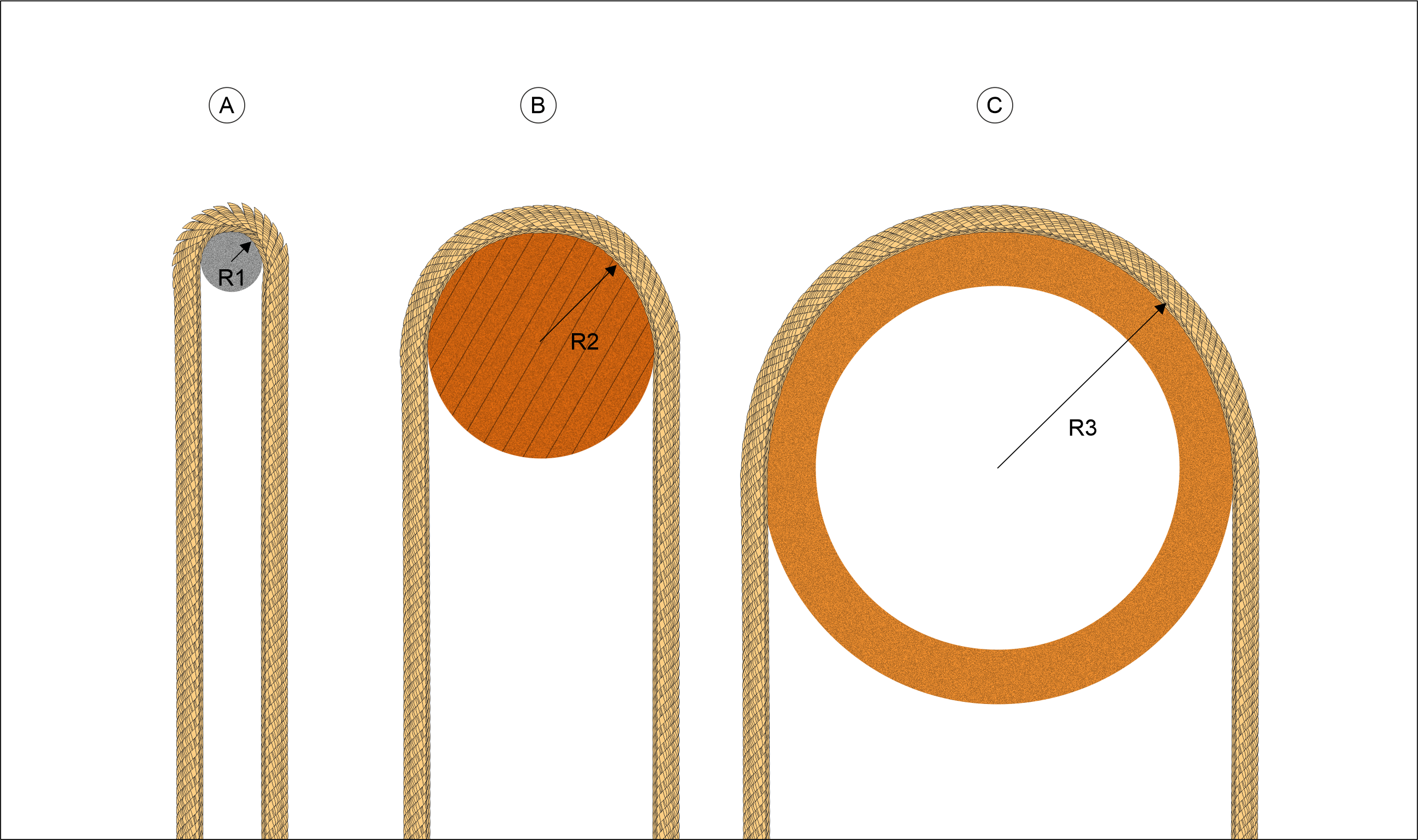
Umlenkpunkte mit verschiedenen Radien R1, R2, R3 - A: Seil über Karabiner oder Bondagering, B: Seil über Holzring, C: Seil über Bambus

Bei einer Suspension werden die Seile stark beansprucht und sollten vor jeder Suspension vom Rigger auf Beschädigungen geprüft werden. Die Beanspruchung rührt her vom Reiben der Seile aufeinander und der asymmetrischen Belastung der Fasern im Umlenkpunkt. Je kleiner der Radius des Umlenkpunktes, umso höher die asymmetrische Belastung im Seil, wodurch das Seil letztlich abreißen kann. Der britische Fessler Esinem konnte in einem einfachen Testvideo das Bruchverhalten von Hängeseilen recht anschaulich zeigen.

##### Umlenkpunkt

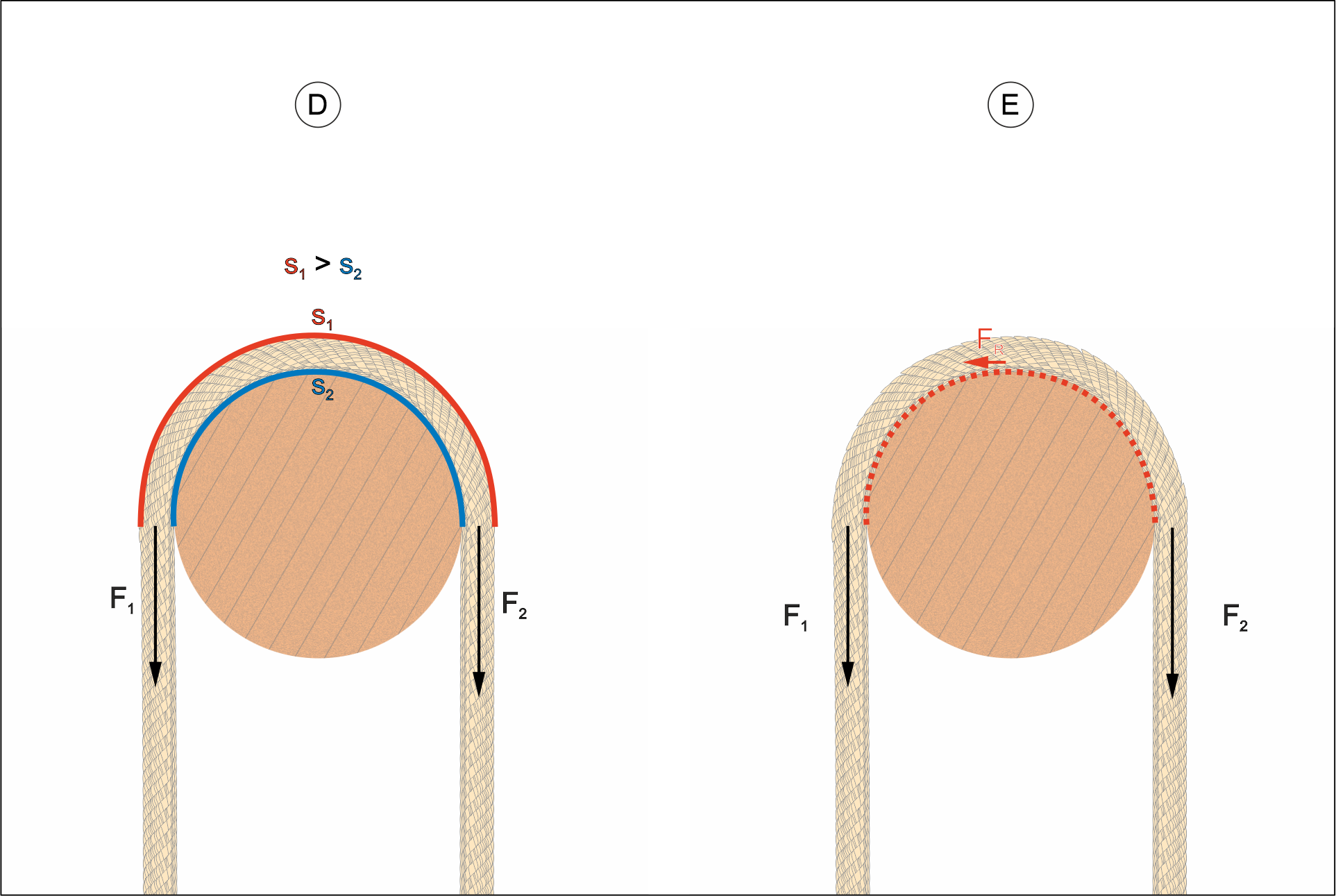
Asymmetrische Belastung (D) und Haftreibung (E) im Umlenkpunkt

Im Umlenkpunkt werden die außenliegenden Fasern entlang der Strecke s1 gedehnt, während die innenliegenden Fasern entlang der Strecke s2 gestaucht werden. Die Zugkräfte F1 und F2, die am Seil anliegen, werden dann vorrangig von den außenliegenden Fasern entlang der Strecke s1 aufgenommen. Dies entspricht einer Reduzierung des wirksamen Querschnittes und gleicht im Wirkprinzip der asymmetrischen Belastung, die in einem Knoten auftritt und zum Bruch des Seiles führen kann.
Es ist bekannt, dass einige Knoten die Nennbruchlast des Seils um bis zu 50 % reduzieren (Knotenfestigkeit).
Was diesen Effekt noch ungünstig verstärkt, ist die Haftreibung im Umlenkpunkt. Sie ist abhängig vom Material des Umlenkpunktes und des Seiles, der Größe des Umschlingungswinkels, sowie von der Kraft, mit der das Seil gegen den Umlenkpunkt gezogen wird (Normalkraft). Die daraus resultierende Haftreibungskraft FR stellt sich entgegen der Zugkraft F2, mit der am Seil gezogen wird, um auf der anderen Seite eine Person mit der Gewichtskraft F1 anzuheben. Das Hinzukommen der Haftreibungskraft FR erhöht den Stress auf die außenliegenden Fasern entlang der Strecke s1 zusätzlich.
Bei einem ruckartigen Hochziehen kommt schließlich auch noch eine höhere Massenträgheitskraft des anzuhebenden Körpers hinzu, die ebenfalls den Stress auf die außenliegenden Fasern weiter erhöht.

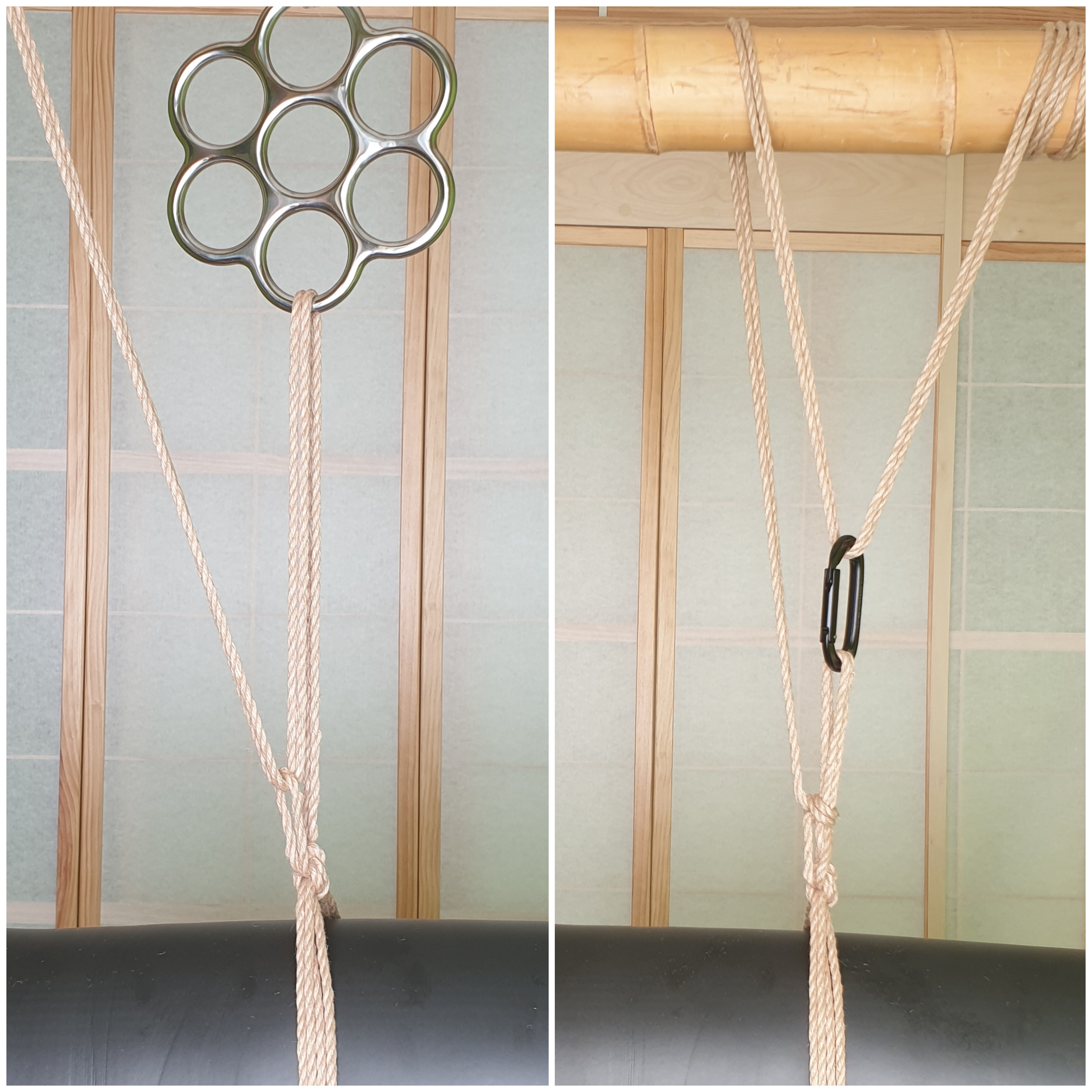
Links: Zwei enge Umlenkpunkte, oben Bondagering, glatt und eng; unten Einzelbight, rau und eng.
Rechts:optimal für schwere Lasten, oben Bambus, glatt und weit; unten im Doppelbight ein Karabiner, eng aber glatt.

Zusammenfassend kann man sagen: Die ungünstigste Belastung für das Zugseil in einer Suspension ist, das Seil über raue, enge Umlenkpunkte laufen zu lassen und dabei mit einem Ruck hochzuziehen.
Der ungünstigste Umlenkpunkt ist hierbei eine Seilschlaufe (rau und eng, d. h. große Haftreibung und geringer Radius) wie es ein Einzel- oder Doppelbight darstellt.
Karabiner und Bondageringe sind zwar ebenfalls eng, haben aber wenigstens eine glatte Oberfläche, also geringe Haftreibung.
Die insgesamt schonendste Methode zum Hochziehen (Liften) ist ein dicker oberer Umlenkpunkt wie ein glatter Bambus und ein zumindest glatter unterer Umlenkpunkt wie ein Karabiner im Zusammenspiel mit einem langsamen Hochziehen plus unterstützendem Anhebens des Models mit den Armen oder dem Knie des Riggers. Das Liften durchs Bight sollte nur bei leichten Lasten verwendet werden.

##### Kräfte in schrägen Seilen

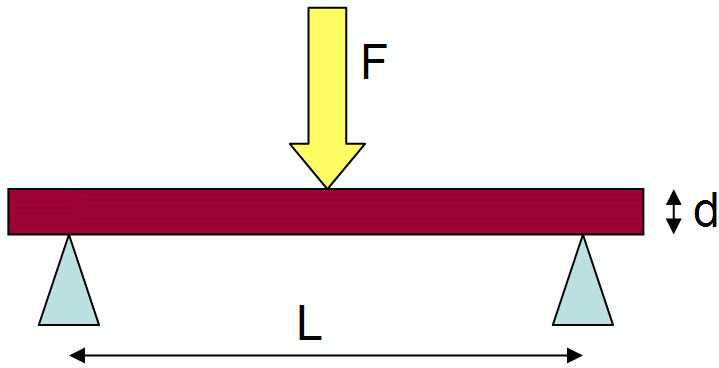
Ein Balken trägt die quer einwirkende Kraft als Druck über die Auflagepunkte ab.

Ein Seil trägt die quer einwirkende Kraft F_{G} als vergrößerte Zugkraft F_{S} über die Ankerpunkte ab.

Ein Holzbalken beispielsweise kann Zug-, Druck-, und Biegekräfte aufnehmen.
Ein Seil hingegen kann nur Zugkräfte aufnehmen. Bei einer quer angreifenden Kraft wird das Seil seine Lage solange ändern, bis es die Kraft in Zugkräfte umwandeln und abtragen kann.
Dabei ändert sich die Richtung und dadurch auch die Stärke der Kraft (Kräfteparallelogramm), was sehr schnell zum Überschreiten der Bruchlast und zum Reißen des Seiles führen kann.
Deshalb ist es auch nicht sinnvoll, aus einem waagerecht gespannten Naturfaserseil einen Hängepunkt herstellen zu wollen.
Schon das geringe Eigengewicht des Seiles genügt, um es durchhängen zu lassen. Um es annähernd waagerecht zu spannen, beansprucht man bereits einen Großteil der zulässigen Zuglast. Hängt man nun noch ein zusätzliches Gewicht an das gespannte Seil, übersteigt die Umwandlung der Querkraft in größere Zugkräfte mit Leichtigkeit die Bruchlast des Seils.

## Gängige Fesselungen

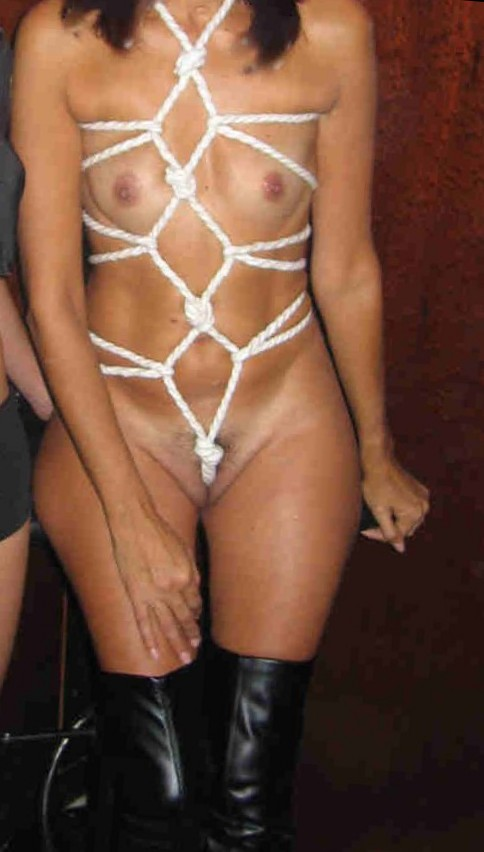
Hishi-Karada (Diamant-Körperfesselung)

Es sei im Folgenden nur auf einige wenige grundlegende Techniken verwiesen. Zum Erlernen der Fesselkunst Shibari ist die persönliche Unterweisung durch einen zertifizierten Fessel-Lehrer sowieso unerlässlich.
Kinbaku basiert auf spezifischen Seilmustern, von denen viele von Hojōjutsu-Fesseln abgeleitet sind, die jedoch erheblich modifiziert wurden, um sie für die Fesselung sicherer zu machen. Viele Hojojutsu-Fesseln wurden absichtlich entworfen, um einem Gefangenen Schaden zuzufügen, und sind daher nicht für erotische Fesselungen geeignet.
Eine Reihe von grundlegenden Fesselungen werden, wie gleichsam im Kampfsport, in Form einer Kata vermittelt und geübt.
Von besonderer Bedeutung sind die Ushiro Takatekote (eine Art Kastenfesselung, die die Brust und die Arme umschließt), die die Grundlage vieler Shibari-Fesselungen bildet, und die Ebi-Shibari oder „Garnele“, die ursprünglich als Folterfessel konzipiert und als Teil der Foltertechniken der Edo-Zeit kodifiziert wurde. Heute wird die Ebi-Shibari als Teil von BDSM-Spielen verwendet und kann als eine Form von Semenawa, der Seilfolter, betrachtet werden.
Es gibt Dutzende von Shibari-Techniken, die vom einfachen Knoten bis zur komplizierten Ganzkörperfesselung reichen. Manche dienen lediglich dazu, bewegungsunfähig zu machen, andere sollen die Schönheit des meist weiblichen Körpers unterstreichen.
Beispiele:
- Hojōjutsu: Ursprung der japanischen Fesselkunst.
- Shinju (USA): Fesselung der weiblichen Brüste. In den USA geprägter Ausdruck, zu unterscheiden von Shinjū (心中), dem gemeinsamen Suizid zweier Liebender
- Sakurambo (‚Kirsche‘, USA): Fesselung des weiblichen Genitals – In den USA geprägter Ausdruck. In Japan wird zumeist der Ausdruck Matanawa (股縄, „Schrittfesselung“) verwendet.
- Karada (‚Körper‘, USA): Netzartige Ganzkörperfesselung, die die vorher genannten Techniken mit einschließen kann. Es existieren Sonderformen wie zum Beispiel Kikkō Shibari (亀甲縛り, „Schildkrötenpanzer-Fesselung“).
- Tsuri(zeme) (吊り責め): Suspension, Hängefesselung
- Takate Kote Shibari: Die grundlegende Technik zur Oberkörperfesselung mit auf dem Rücken fixierten Händen.

## Geschichte

### Mittelalter (Edo-Zeit, 1600–1868)
Neben Hojōjutsu kamen Fesseltechniken auch bei Gefangenentransporten und in der Folter zum Einsatz. Im Kujikata Osadamegaki (Regeln für öffentliche Beamte), das 1742 von Shōgun Tokugawa Yoshimune in Kraft gesetzt wird, werden unter anderem Foltertechniken mit Seilen beschrieben.

### Moderne (späte Meiji- und Shōwa-Zeit, 1868–1989)

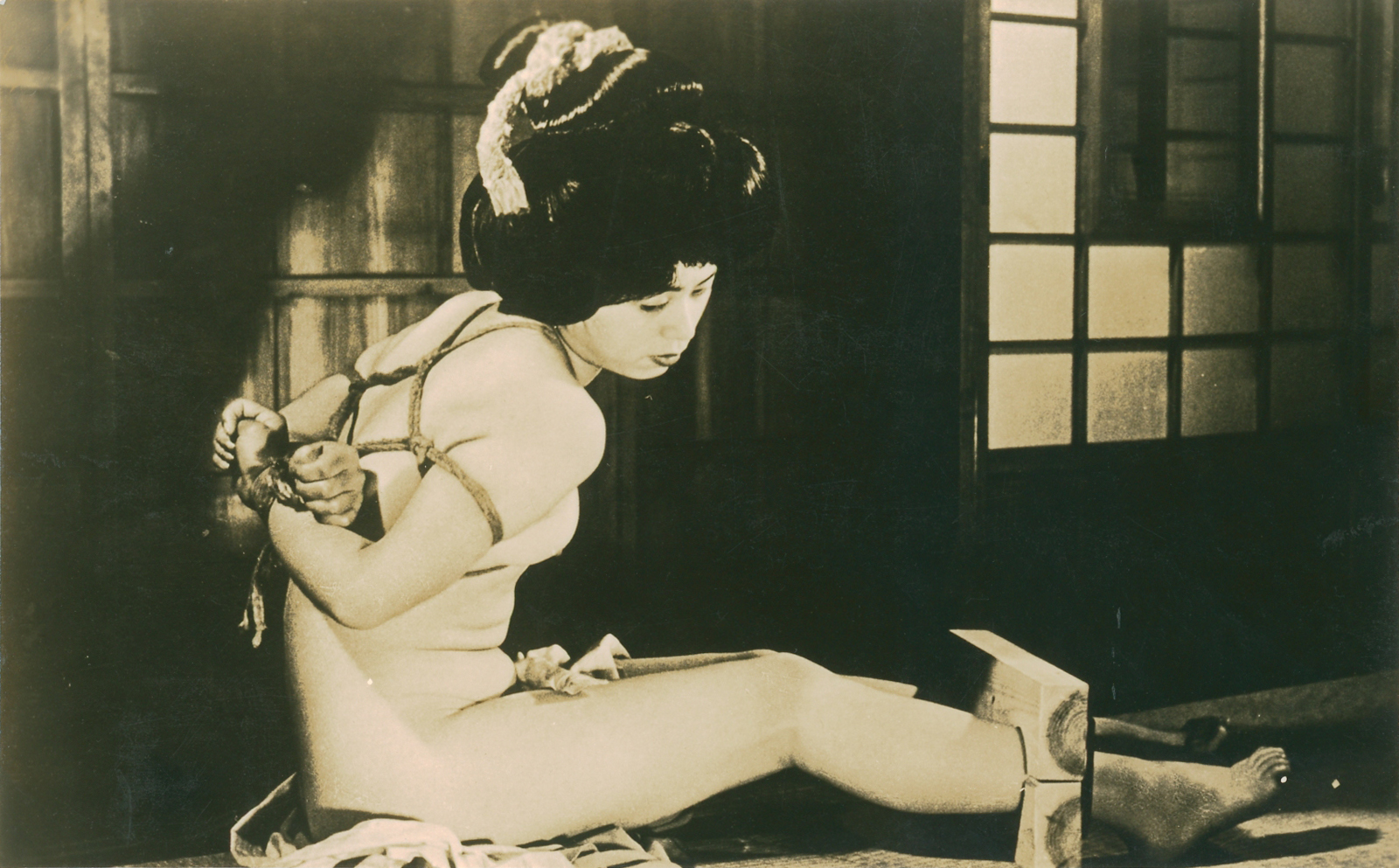
Foto aus dem Magazine „Yomikiri Romance“, 1953

Bondage als sexuelle Aktivität wurde in Japan erstmals in der späten Edo-Periode (ca. 1600 bis 1860) bekannt. Als „Vater des Kinbaku“ gilt Seiu Ito (1882–1977), der sich intensiv mit Hojōjutsu (die Kunst des Fesselns von Kriegsgefangenen) befasste und dem die Entstehung des Kinbaku zugeschrieben wird. Ito war allerdings auch von anderen Kunstformen der damaligen Zeit inspiriert, darunter das Kabuki-Theater und dem Ukiyo-e-Holzschnitt. Eine wichtige Quelle war das Hojōjutsu, vor allem, was die Formen und Ästhetik der Fesselungen betrifft. Eine wichtige Referenz, die diese Nähe zeigt, ist das Buch „Hojōjutsu“ von Seiko Fujita, in dem zahlreiche Muster anschaulich dargestellt sind.
Kinbaku wurde in den 1950er Jahren in Japan durch Zeitschriften wie „Kitan Club“ und „Yomikiri Romance“ populär, die die ersten Nacktfotos von Fesselungen veröffentlichten. In den 1960er Jahren begannen Leute wie Eikichi Osada mit Live-SM-Shows aufzutreten, die oft eine große Anzahl von Fesselungen mit Seilen beinhalteten. Heute werden diese Künstler oft als Nawashi (縄師, Seilmeister) oder Bakushi (縛師)(von Kinbakushi, was Fesselmeister bedeutet) bezeichnet.

### Rezeption als (erotische) Kunst heute

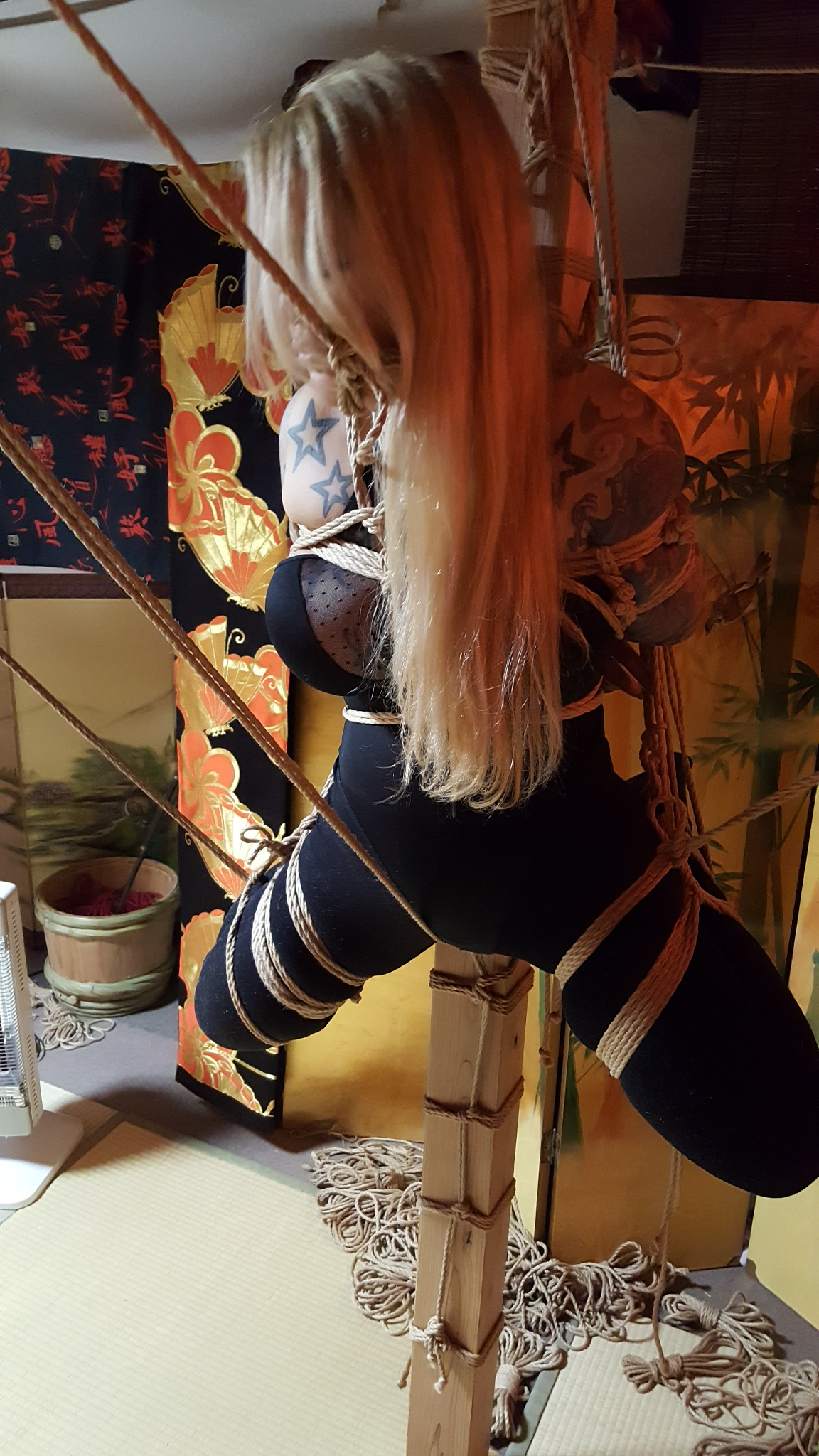
Hashira Suspension mit Schrittseil

Die Wurzeln des Shibari liegen zwar im erotischen Bereich, es gibt jedoch auch künstlerische Auseinandersetzungen, die sich auf Shibari beziehen oder daraus hervorgegangen sind. Bedeutende Vertreter hierbei sind der Fotograf Nobuyoshi Araki oder Hajime Kinoko. Während die Fotografien von Araki noch als Tabubruch galten, wurde Shibari dadurch populärer, auch außerhalb einschlägiger Kreise. Auch Hito Steyerl leistete dazu einen Beitrag, als sie ihre Erlebnisse als Bondage-Modell in ihrem Werk „Lovely Andrea“ verarbeitete und dabei auch mit dem Shibari-Performer und Lehrer Steve Osada zusammenarbeitete.
2014 veröffentlichte der rumänische Singer-Songwriter NAVI ein Musikvideo zum Thema Shibari, „Picture Perfect“. Das Video, bei dem Marian Nica Regie führte, war umstritten und wurde vom rumänischen Fernsehen wegen seines expliziten erotischen Inhalts verboten.
Am 3. Oktober 2020 veranstaltete die Kyoto-Universität ein Symposium mit dem Titel „Kinbaku New Wave x Asian Humanities“ (『緊縛ニューウェーブ × アジア人文学』 , Kinbaku New Wave X Asia jimbugaku). Das Symposium wollte Shibari als Kunstform kontextualisieren und darstellen. Als Teil dieses Symposiums wurde auch eine Shibari-Vorführung von Hajime Kinoko (鬼のこ一 , Kinoko Hajime) und Aimi (あいみ) gezeigt. Eine Videoaufzeichnung davon wurde seitens der Universität auf Youtube veröffentlicht und fand international große Beachtung. Auf Grunde einer telefonischen Beschwerde bei der Universität, bei der eine nicht genannte Person in Frage stellte, dass Shibari als Thema wissenschaftlicher Analyse geeignet sei, wurde das Video jedoch früher als geplant gelöscht.

## Begriffsherkunft
In Japan selbst spricht man in diesem Zusammenhang häufig von Kinbaku (緊縛, „straffes Festbinden; straffes Fesseln“). Der bloße Begriff „Shibari“ bezeichnet dort das „Binden, Schnüren“ allgemein und auch im übertragenen Sinne wie bei „vertraglicher Bindung“.
In Europa und den USA wird der Begriff Shibari oft für rein künstlerische, ästhetische Fesslungen gebraucht, während mit Kinbaku die künstlerische, verbindende, sinnliche, sexuelle Praxis als Ganzes bezeichnet wird. Obwohl zahlreiche Bücher und Artikel in japanischer Sprache über Shibari geschrieben wurden, gibt es keine Belege dafür, dass die japanischen Praktizierenden dieser Kunst diese Unterscheidung vornehmen.
Es gibt die Auffassung, dass der Begriff Shibari ein westliches Missverständnis im Gebrauch des japanischen Vokabulars ist. Das Wort bezeichnet im Japanischen das Fesseln, allerdings in allgemeiner Form und traditionell nicht im Zusammenhang mit erotischen Fesselungen. Viele Bezeichnungen für bestimmte Fesselmuster beinhalten den Begriff Shibari, aber es sei nicht üblich, die gesamte Aktivität so zu nennen. Stattdessen wäre Kinbaku der Begriff für künstlerisches oder erotisches Fesseln in traditionellen japanischen Seilbondage-Kreisen.
Dem gegenüber steht die Auffassung, dass Shibari ein Begriff für erotisches Fesseln in Japan ist, der praktisch mit dem Begriff Kinbaku austauschbar ist. Itoh Seiu (der allgemein als einer der Väter der zeitgenössischen japanischen Seilbondage gilt) verwendete den Begriff in den 1950er Jahren, ohne Anzeichen dafür, dass es sich dabei um einen „westlichen Japonismus“ handelt. Viele andere bekannte japanische Bakushi nutzen den Begriff in gleicher Weise, so trägt zum Beispiel eine der Anleitungsvideoserien von Nureki Chimuo aus den 1980er Jahren den Titel Einführung in Shibari.
Für die Behauptung, dass das Wort Shibari zunehmend aus dem Westen nach Japan re-importiert wird, da die Fesselgemeinschaften sehr eng miteinander verbunden sind, gibt es keine Beweise. Die meisten praktizierenden Bakushi in Japan haben nach wie vor nur sehr begrenzten Kontakt mit dem Westen und fast kein Interesse daran, die Bedeutung von Wörtern zu diskutieren. Die meisten japanischen Kinbakushi haben keine Einwände gegen den Begriff Shibari, der auch in der internationalen Community stark verbreitet ist.
Der eigentliche Begriff Kinbaku wurde erstmals in der Mai-Juni-Ausgabe 1952 des „Kitan Club“ von den Autoren und Bakushi Minomura Kou und Tsujimura Takashi entwickelt und verwendet. Bis zu dieser Ausgabe enthielten die meisten Zeitschriften nur Nacktfotos von Frauen, aber nur wenige in Fesselung. Um den Akt der erotischen Fesselung im Gegensatz zum bloßen Fesseln zu spezifizieren, wurde Kinbaku von dem bereits erwähnten Bakushi geschaffen.

## Glossar
- Kinbaku (緊縛): (Nomen) wörtlich „enge Fesselung“. Außerhalb von SM-Kreisen ohne Bezug zu erotischem Fesseln verwendet. Einige Experten, z. B. Kinoko Hajime und Osada Steve, unterscheiden den Begriff von „Shibari“, indem sie ihn für Shibari-Begegnungen mit starkem emotionalem Austausch verwenden.
- Kinbakushi (緊縛師): (Nomen) Kinbaku-Meister, oft auf Bakushi verkürzt.
- Shibari (縛り): (Nomen) Nominalisiertes Verb, bedeutet Binden, Fesseln oder Weben, auch in der Alltagssprache. Außerhalb der Shibari-Szene besteht kein direkter Bezug zu erotischem Fesseln.
- Shibaru (縛る): (Verb) fesseln, binden oder schnüren.
- Nawa shibari (縄縛り): (Nomen) wörtlich: Seilfesseln. Ein erfundener Begriff, der im korrekten Japanisch nicht existiert[45]
- Nawashi (縄師): (Nomen) wörtlich: Seilmacher oder Seilmeister. Wird in SM- und Bondage-Kreisen als Bezeichnung für professionelle Fesselkünstler verwendet.[46]